# Тодор Панић
Тодор Панић (Бољанић, код Добоја, 1911 — планина Озрен, 18. јун 1942), учесник Народноослободилачке борбе и народни херој Југославије.

## Биографија
Рођен је 1911. године у селу Бољанићу, код Добоја. После завршене основне школе, бавио се земљорадњом, све до 1929. године, када је уписао Пешадијску подофицирску школу у Билећи. После завршетка ове школе, добио је чин поднаредника и извесно време боравио у Словенији радећи на подизању граничних утврђења.
После Априлског рата и капитулације Југословенске краљевске војске, 1941. године, избегао је заробљавање и вратио се у родно место. Тамо су одмах по формирању усташке Независне Државе Хрватске (НДХ) отпочели масовни покољи над српским становништвом. Тодор се тада, повезао члановима Комунистичке партије Југославије (КПЈ), који су се налазили на планини Озрену и радили на припремама оружаног устанка. Он им се придружио и почео да помаже у организовању устанка. Као подофицир, он је користио своје војничко знање у обуци нових бораца и формирању јединица. Убрзо потом је био изабран за војног руководиоца у грачаничком крају.
По његовим плановима извршене су многе успешне акције на железничке станице, утврђена места и војне посаде. Посебно се истакла акција напада на јако непријатељско упоришта на Лупоглави, код Ђурђевика, у октобру 1941. године. У овој акцији Тодор је био лакше рањен. Крајем новембра 1941. године, постављен је за команданта Трећег батаљона Озренског партизанског одреда. Убрзо потом, са овом јединицом разбио је злогласну усташку бојну из Грачанице и спречио усташки план о уништењу Озренског одреда.
Тодор се истако и приликом уништења немачког упоришта Дукин Крст, на прузи Добој-Сарајево, половином децембра 1941. године. Крајем фебруара 1942. године, у нападу на непријатељске утврђене положаје на Крстачу и Дугом Брду, његова јединица сломила је непријатељску одбрану и разбила домобрански батаљон, избацивши из строја више од 150 војника и официра. Почетком 1942. године, Тодор је изабран за заменика команданта Озренског партизанског одреда, који је у то време био један од најјачих партизанских одреда у Босни и Херцеговини.
Тодора су као бившег активног подофицира, четници стално позивали да напусти партизане и придружи им се, поготово после прекида четничко-партизанске сарадње у источној Босни, почетком 1942. године. Он је те позиве одбијао и остао привржен ставовима Народноослободилачког покрета (НОП) у његовој борби против окупатора. Четници су организовали његово убиство, у нади да ће тако ослабити Озренски партизански одред, као и сам партизански покрет на Озрену. Тодора Панића је, 18. јуна 1942. године, приликом бријања заклао један четнички симпатизер.
Указом председника Федеративне Народне Републике Југославије Јосипа Броза Тита, 24. јула 1953. године, проглашен је за народног хероја.